# Ahn Joon-soo
Ahn Joon-soo (安俊洙, sinh ngày 28 tháng 1 năm 1998) là một cầu thủ bóng đá người Hàn Quốc. Anh thi đấu cho Cerezo Osaka.

## Sự nghiệp
Ahn Joon-soo gia nhập Cerezo Osaka năm 2016. Ngày 10 tháng 9 năm anh ra mắt ở J3 League (v Tochigi SC).

## Thống kê câu lạc bộ
Cập nhật đến ngày 23 tháng 2 năm 2018.
| Thành tích câu lạc bộ | Thành tích câu lạc bộ | Thành tích câu lạc bộ | Giải vô địch | Giải vô địch | Cúp                   | Cúp                   | Cúp Liên đoàn         | Cúp Liên đoàn         | Tổng cộng | Tổng cộng |
| Mùa giải              | Câu lạc bộ            | Giải vô địch          | Số trận      | Bàn thắng    | Số trận               | Bàn thắng             | Số trận               | Bàn thắng             | Số trận   | Bàn thắng |
| Nhật Bản              | Nhật Bản              | Nhật Bản              | Giải vô địch | Giải vô địch | Cúp Hoàng đế Nhật Bản | Cúp Hoàng đế Nhật Bản | Cúp Hoàng đế Nhật Bản | Cúp Hoàng đế Nhật Bản | Tổng cộng | Tổng cộng |
| --------------------- | --------------------- | --------------------- | ------------ | ------------ | --------------------- | --------------------- | --------------------- | --------------------- | --------- | --------- |
| 2016                  | Cerezo Osaka          | J2 League             | 0            | 0            | 0                     | 0                     | –                     | –                     | 0         | 0         |
| 2016                  | U-23 Cerezo Osaka     | J3 League             | 5            | 0            | –                     | –                     | –                     | –                     | 5         | 0         |
| 2017                  | Cerezo Osaka          | J2 League             | 0            | 0            | 0                     | 0                     | 0                     | 0                     | 0         | 0         |
| 2017                  | U-23 Cerezo Osaka     | J3 League             | 13           | 0            | –                     | –                     | –                     | –                     | 13        | 0         |
| Tổng cộng sự nghiệp   | Tổng cộng sự nghiệp   | Tổng cộng sự nghiệp   | 18           | 0            | 0                     | 0                     | 0                     | 0                     | 18        | 0         |